# Polytribax
Polytribax is een geslacht van insecten uit de orde vliesvleugeligen (Hymenoptera) en de familie Ichneumonidae.

## Soorten
- P. arrogans (Gravenhorst, 1829)
- P. castanis (Kim, 1955)
- P. contiguus (Cresson, 1864)
- P. crotchii (Cresson, 1879)
- P. fulvescens (Cresson, 1879)
- P. fusiformis (Uchida, 1942)
- P. luteus (Cameron, 1903)
- P. pallescens (Viereck, 1911)
- P. pelinocheirus (Gravenhorst, 1829)
- P. penetrator (Smith, 1874)
- P. perspicillator (Gravenhorst, 1807)
- P. picticornis (Ruthe, 1859)
- P. pilosus Sheng & Sun, 2010
- P. rufipes (Gravenhorst, 1829)
- P. senex (Kriechbaumer, 1893)
- P. xanthopterus (Szepligeti, 1910)